# Landeryd
Landeryd – miejscowość (tätort) w Szwecji, w regionie administracyjnym (län) Halland, w gminie Hylte.
Według danych Szwedzkiego Urzędu Statystycznego liczba ludności wyniosła: 404 (31 grudnia 2015), 405 (31 grudnia 2018) i 375 (31 grudnia 2019).